# 원창희
원창희(元昶喜, 1932년 2월 7일 ~ 1984년 7월 6일)는 대한민국 국방부 병무담당관, 대한민국 육군본부 헌병감 등을 지낸 대한민국 군인 출신 前 사회기관단체인이다.

## 생애
본관은 원주(原州)이고 아호는 창순(彰淳)이다. 만주국 지린 성 지린에서 한성부 출신 군의관 원용덕(元容德, 1908~1968)의 셋째아들로 출생하였으며 지난날 한때 만주국 지린 성 창춘을 거쳐 만주국 펑톈 성 펑톈에서 잠시 유아기를 보낸 적이 있는 그는 1937년에 어머니, 남동생과 함께 셋이서만 경성부로 귀환하였고 그 후 그는 1945년 중학교 2학년 시절 서울에서 8·15 광복을 목도하였으며 그 후 아버지 원용덕(元容德)과 두 형의 서울 귀환도 목도하였고 그 후 그는 1955년 육사 11기로 임관하였으며 이후 보·포병학교를 나왔다.
현역 대한민국 육군 소령 시절이던 1968년 2월 4일, 아버지 원용덕 예비역 육군 중장의 상(喪)을 치르기도 하였으며 1979년 2월 1일을 기하여 대한민국 육군 준장 예편한 그는 1982년 1월 16일 한국마사회 이사장을 잠시 지내기도 하였다.

### 주요 이력
- 1955년 육군 소위 임관.
- 1957년 육군 중위 진급.
- 1959년 육군 대위 진급.
- 1966년 육군 소령 진급.
- 1967년 육군본부 기획보안참모국장 양봉직(楊鳳稙) 장군 전속부관.
- 1968년 육군 중령 진급.
- 1969년 육군 제1사단 예하 대대장 보임.
- 1972년 육군 제1사단 예하 연대장 보임과 함께 육군 대령 진급.
- 1975년 육군 제1사단 예하 연대장 재직 시절 육군 준장 진급.
- 1976년 육군본부 헌병감 보임.
- 1979년 육군본부 헌병감 재직 시절 대한민국 육군 준장 예편(1979년 2월 1일).
- 1982년 한국마사회 이사장.
- 1984년 7월 6일을 기하여 향년 53세로 병사.

## 가족 관계
- 아버지 원용덕의 슬하 4남 중 3남.

## 학력
- 1950년 경복고등학교 졸업
- 1955년 육군사관학교 11기
- 1958년 육군보병학교 수료
- 1959년 육군포병학교 수료